# Vizúr János
Dr. Vizúr János (Szőny, 1955. március 5. –) fotóművész, pszichiáter. A Magyar Alkotóművészek Országos Egyesületének tagja.

## Életpályája
Szőnyben született. 14 éves koráig Almásfüzitőn élt. A Pannonhalmi Bencés Gimnáziumban végezte el középiskolai tanulmányait, majd a Semmelweis Orvostudományi Egyetemen végzett. 
Két gyermeke, egy lányunokája van. Első, majd második házassága után, harmadszor is megnősült, 2014-ben megözvegyült. Pszichiáterként  és fotóművészként él Szentendrén, családja minden tagjával harmonikus kapcsolatban.
A Magyar Fotóművészek Szövetsége (MFSZ), a Magyar Alkotóművészek Országos Egyesülete (MAOE), a Magyar Természetfotósok Szövetsége (naturArt), a Nimród Fotóklub és az IKON Csoport – Szentendrei Szépművészeti Egyesület tagja.

## Díjai
Évtizedekig természetfotó-pályázatok rendszeres, sikeres és sokszorosan díjazott résztvevője volt. A legkiemelkedőbb díjak:
- Többszöri kategória 1. díj Az Év Természetfotósa pályázaton,
- Találkozás a Természettel fotópályázat fődíja - Nagygyörgy Sándor-díj (2000)
- FIAP kék szalag
- CIC pályázat Prix d’honneur (Kanada)
- A természet képei 2002 pályázat fődíja

Többször kérték fel természetfotós pályázatok zsűrizésére:
Az Év Természetfotósa – Találkozás a Természettel
Országos Középiskolai Természetfotó Pályázat
Az Év Természetfotósa – Ausztria.
Publikációinak száma több száz (könyvek, újságok, magazinok, brosúrák, naptárak, képeslapok). Első magyarként szerepelt a Nikon Corporation naptárjában, mely Japánban és további kb. 20 országban került forgalomba (2000. évi naptár).

## Fotóművészeti munkásságának főbb állomásai
- 1983-tól vesz részt csoportos kiállításokon Magyarországon és külföldön (Kanada, Norvégia, India).
- Vetítéses előadást tartott Finnországban – Rovaniemiben – és Magyarország sok településén.
- 2001-től Zsila Sándor fotóiskolájának felkért oktatója.
- 2003–2010 között a ForrásVíz fotós tanfolyam, majd a Mesterkurzus szervezője, oktatója.
- 2004–2005 között a FotoArt Magazin fotós tanfolyamainak felkért oktatója.
- 2003–2005 között a Plitvice workshop művészeti vezetője.
- 2006-ban jelent meg Zsila Sándorral közös fotóalbuma A Természet költészete címmel az Alexandra Kiadónál.
- 2008-ban Lélek képek címmel jelent meg könyve Müller Péter gondolataival és előszavával ugyancsak az Alexandra Kiadónál.
- 2010-ben 150 év – 150 útravaló címmel magánkiadásban jelent meg könyve.
- 2015-ben kis példányszámban fotókönyv formában állított emléket elhunyt feleségének, Vizúr Évának (1962–2014) Fehérlő Fényben, Fénylő Fehérben címmel.

## Fotóművészetének jellemző vonásai
A pszichiáteri munka segítette abban, hogy művészi alkotásaiban eljusson a dokumentarista természetfotótól egy sajátságos, elmélyült látásmódig. Az utóbbi években készült képei többnyire túlmutatnak a valóságon, természeti elemek felhasználásával inkább éteri, transzcendentális, spirituális jelleget öltenek, emberi érzéseket, benső mozzanatokat közvetítenek anélkül, hogy az ember megjelenne képein.